# ニナー賢治
ニナー 賢治（ニナー けんじ、1993年5月26日 - ）は、日本のトライアスロン選手。父親はオーストラリア人、母親は日本人。2021年4月に日本国籍を取得。
2020年東京オリンピックに日本代表として出場した。また、混合リレーにも参加した。2024年パリオリンピックのトライアスロン競技男子では、1時間45分2秒のタイムで15位だった。

## 競技結果
- 2020年日本選手権 - 優勝（個人）
- 2020年東京オリンピック - 13位（混合リレー）
- 2020年東京オリンピック - 14位（個人）[5]
- 2021年アジア選手権大会 - 優勝（個人）[6]